# بن عروس
بن عروس (به عربی: بن عروس) شهری در استان بن عروس کشور تونس است که جمعیت آن در سرشماری سال ۲۰۰۴ میلادی ۷۴٫۹۳۲ نفر بوده‌است.